# Mantaray
Mantaray je první sólové studiové album anglické zpěvačky Siouxsie Sioux. Vydáno bylo v září roku 2007 společnostmi W14 (Spojené království; jde o dceřinou společnost vydavatelství Universal Music Group) a Decca Records (Spojené státy americké; zde deska vyšla až v říjnu 2007) a spolu se zpěvačkou byli jeho producenty Steve Evans a Charlie Jones.

## Seznam skladeb
1. „Into a Swan“ – 4:13
2. „About to Happen“ – 2:50
3. „Here Comes That Day“ – 4:03
4. „Loveless“ – 4:25
5. „If It Doesn't Kill You“ – 4:32
6. „One Mile Below“ – 3:01
7. „Drone Zone“ – 3:22
8. „Sea of Tranquility“ – 5:13
9. „They Follow You“ – 5:03
10. „Heaven and Alchemy“ – 4:19

## Obsazení
- Siouxsie Sioux – zpěv
- Steve Evans – kytara, programování, ukulele
- Charlie Jones – baskytara, kontrabas, elektrické piano, syntezátory, klavír, autoharfa
- Clive Deamer – bicí
- Hossam Ramzy – perkuse
- Ken Dewar – perkuse
- Norman Fisher-Jones – kytara, klávesy, programování
- Phil Andrews – kytara, klávesy, programování
- Terry Edwards – saxofon, trubka, křídlovka
- Ted Benham – dulcimer, xylofon
- Davide Rossi – smyčce